# Florian Christl

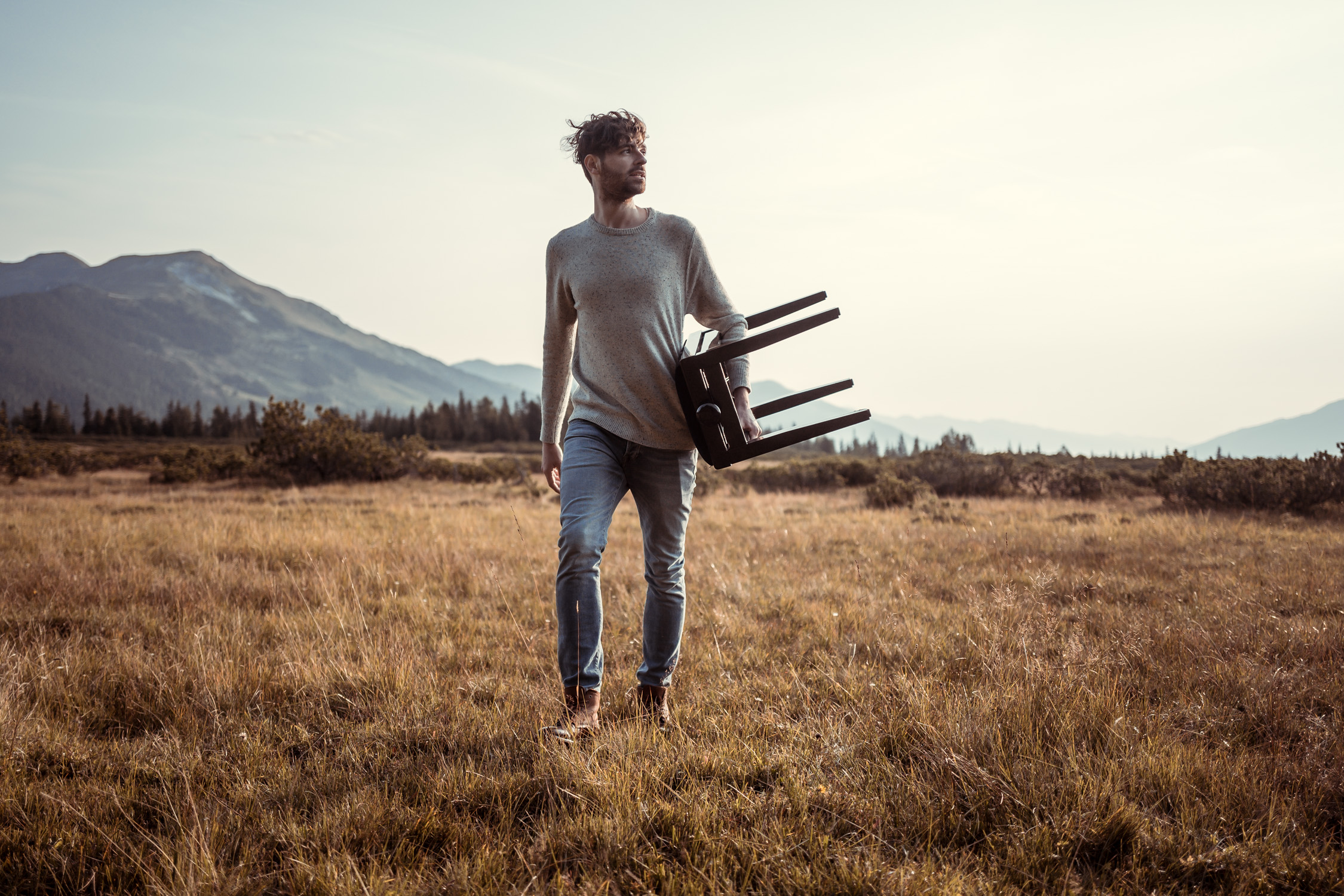
Florian Christl 2017

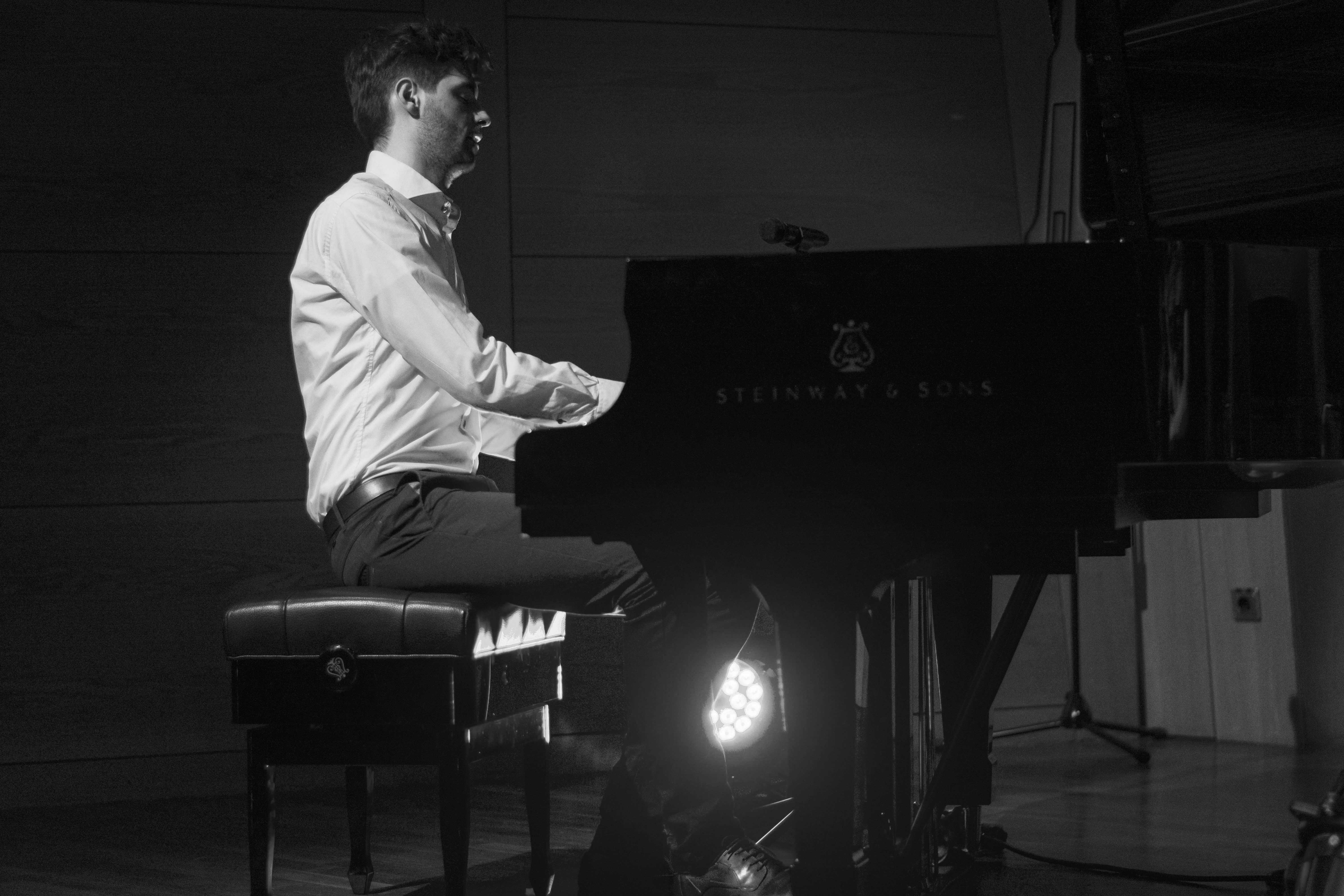
Florian Christl 2017

Florian Christl (* 8. August 1990 in Amberg) ist ein deutscher Komponist und Pianist. Christl lebt in München.

## Leben
Florian Christl wuchs in Amberg in der Oberpfalz auf. Im Alter von sechs Jahren erhielt er den ersten Klavierunterricht und versuchte sich bereits in jungen Jahren an ersten Eigenkompositionen. Anfang 2013 begann Christl seine Kompositionen live aufzuführen.

## Diskografie
Alben
- 2018: Inspiration (Sony Classical)
- 2020: Episodes (Sony Classical)
- 2022: About Time (Sony Classical)
- 2024: Donau (Sony Classical)